# 전체주의

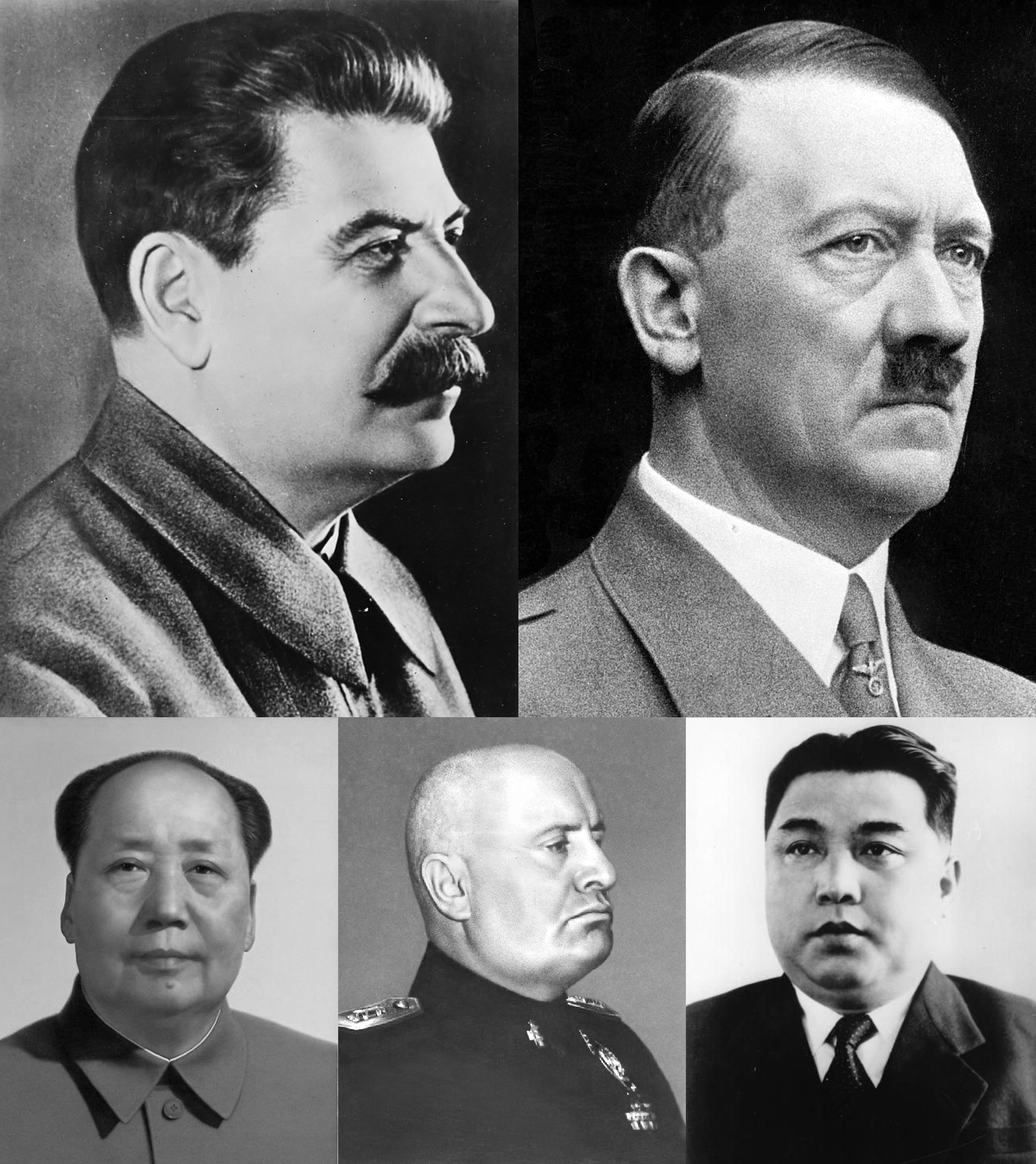

전체주의(이탈리아어: totalitarismo, 영어: totalitarianism, 全體主義)는 공동체, 국가, 이념을 개인보다 우위에 두고, 개인을 전체의 존립과 발전을 위한 수단으로 여기는 사상이다.

## 유래
이탈리아의 독재자였던 베니토 무솔리니는 1920년대 초반에"국가 안에 모두가 있고, 국가 밖에는 아무도 존재하지 않으며, 국가에 반대하는 그 누구도 존재하지 않는 것(Tutto nello Stato, niente al di fuori dello Stato, nulla contro lo Stato.)"이라고 기술했다. 이후 이탈리아의 정치인이자 언론인인 조반니 아멘돌라(Giovanni Amendola)가 무솔리니와 그의 추종자들의 정치 현상을 묘사하기 위해 최초로 ‘토탈리타리스모’(Totalitarismo)라는 용어를 사용하였다.

## 정의
전체주의에 대한 연구는 제2차 세계 대전 이후 이루어졌는데, 그 정의는 각 학자마다 다르다.
미국 정부는 1950년부터 관변 학파인 〈전체주의 학파〉를 구성하고, 기업가 및 경영인 단체를 중심으로 이들을 후원할 것을 요청했다. 전체주의 학파는 전체주의를 연구·정의라고 주장하였다. 그러나, 전체주의 학파가 제공하는 전체주의 분석은 학술적인 근거보다는 정치적 논리 위에 서 있었다는 것이 여러 연구를 통해 밝혀졌다.
전체주의 학파의 주장은 학술적 근거가 빈약했고, 자의적인 용어 정의가 심하였으나, 1960년대의 여러 사태에 따라 서구 사회에서 소비에트 연방의 체제가 소극적인 의미에서 전체주의적 성격을 보인다는 공감대가 형성됐다. 이후 냉전 시기 제1세계(미국·영국·프랑스 등의 자본주의 진영)에서는 주로 나치 독일, 파시스트 이탈리아, 일본 제국의 정체(政體)와 더불어, 소비에트 연방과 중화인민공화국의 정체를 지칭하는 용어로 널리 쓰였다.
반면 공산권에서 전체주의는 파시즘과 동의어로 쓰였으며, 대중적으로 쓰이는 용어가 아니었다.
전체주의를 정치철학 및 인식 이론 관점에서 최초로 파악한 서적은 칼 포퍼의 『열린 사회와 그 적들』(The Open Society and Its Enemies)이 있다.

### 프리드리히 하이에크, 『노예의 길』 (1944)
오스트리아의 경제철학자인 프리드리히 하이에크는 『노예의 길』(독일어: Der Weg zur Knechtschaft)에서 전체주의 경제 구조의 형태와 그 역할을 서술하였다. 단, ‘Knechtschaft’라는 용어는 예속을 뜻하는 범용적인 의미를 가진 단어로, 영어권에서는 신분적으로는 평민이지만, 영주에게 예속된 농노를 뜻하는 ‘Serfdom’으로 변역이 되었다. 『노예의 길』의 전체 내용을 관통할 경우, 하이에크가 묘사한 전체주의 국가의 국민은 노예(Slave)라기보단 농노(Serfdom)에 가깝기 때문이다.
이 저서에서 하이에크는 미국은 물론이고, 유럽 사회가 정치적으로는 자유를 보장한다고 하더라도, 경제적으로는 집산주의(Kollektivismus)를 점차 채택하여 정치적 자유까지 없애려고 한다고 비판하였다. 경제적으로 집산주의가 일반적으로 된다면, 그러한 집산주의에서 드러나는 경제적 오류와 붕괴를 막기 위해 정부는 다시 급진적인 집산주의 정책을 실행할 수밖에 없다. 결과적으로 전체 경제 구조의 붕괴로 이어진 국가는 경제적 풍요로움을 대체할 수 있는 이데올로기를 대중에게 심어주고, 대중을 정치·경제적 불구자로 만든다. 이렇게 하여 경제 영역에서 집산주의는 정치적 자유까지 소멸하게 하는 위험한 전체주의 관념이라는 것이 하이에크의 주요 논지이다.
하이에크가 또한 지적한 것은 집산주의 국가의 계획 경제 정책이 갖는 필연적인 비민주성이다. 계획 경제가 이루어지기 위해서는 모든 국민이 갖고 있는 생산 수단을 정부와, 그 정부를 이끄는 특정한 집단에 의해 집산화되어야 한다. 이 과정에서 국민의 재산권이 박탈된다. 그리고 그러한 재산권 박탈은 민주주의 사회에서 말하는 ‘평등’을 구체적으로 실현하기 위한 수단으로서 ‘복지 사회’를 건설하기 위한 방편으로 선전된다. 그러나 하이에크는 이것이 그저 전체주의적 선동에 불과하다고 비판하였다. 민주주의 사회에서 평등의 가치는 오로지 자유라는 가치와 병행될 때만 의미가 있다. 따라서 민주주의 사회의 자유와 평등의 가치는 어느 한쪽을 배제하거나, 편취해서만 이루어지는 것이 아니라 상호 보완이며 유기적인 결합인 것이다. 동시에 하이에크는 민주주의라는 가치가 이루어질 수 있는 근본적인 이유로서 ‘자본주의 시장 경제’를 제시한다. 경제사, 정치사적으로 볼 경우 이러한 토대 위에서만 자유와 평등의 유기적 결합이 이루어질 수 있다. 따라서 자유로운 경쟁에 기초한 시장 질서 속에서 이루어진 재원을 통하여서만 평등을 꾀해야 하며, 그것이 민주주의 사회에서 말하는 ‘평등’이란 가치의 제일 기본적인 전제라고 하였다.
마지막으로, 하이에크는 집산주의를 유지하기 위한 전(全) 사회적인 이데올로기화가 이루어진 국가를 ‘사회주의 국가’라고 정의한다. 그들은 본래의 목적인 ‘평등’을 달성할 수 없다. 왜냐하면 사회주의 국가 스스로가 평등을 위하여 인권을 무참히 파괴했기 때문이다. 공산주의자들의 인권, 인명 경시는 사회주의 국가가 다시 정권의 유지를 위해서라면 ‘평등’이라는 다소 인위적이면서도 (그들 입장에서는)관념적인 가치를 언제든지 파괴할 수 있다는 것으로부터 도래하는 것이다. 결과적으로 하이에크는 “사회주의 정부는 자유도, 평등도 이룰 수 없으며, 남는 것은 빈곤, 억압, 폭력과 그들 스스로가 자기 세뇌를 통해 믿는 ‘이데올로기’ 뿐이다. 그러나 그러한 ‘이데올로기’도 또한 거짓에 기초한 망상에 불과하기에 사회주의 국가는 악순환으로부터 벗어날 수 없다.”라고 하였다. 하이에크는 사회주의 국가를 전체주의 국가라고 하였다. 또한 독일에서 등장한 나치 정권은 전체주의 정권인데, 전체주의 정권은 예외가 없이 경제 영역에 통제를 가한다고 보았다. 그리하여 그는 나치 정권도 또한 사회주의 정권이라고 하였다.

### 칼 포퍼, 『열린 사회와 그 적들』 (1945)
영국의 과학철학자인 칼 포퍼는 『열린 사회와 그 적들』에서 전체주의의 핵심을 역사주의(Historicism)와 독단주의(Dogmatism)라고 보았다. 그리고 역사주의와 독단주의의 씨앗이 되는 학자로 고대 그리스의 철학자인 플라톤을 들었다. 플라톤은 저서 『국가』에서 처음으로 스승 소크라테스를 배신하였는데, 그 이유는 플라톤이 이 저서에서 소크라테스를 전체주의 옹호와 민주주의 경멸을 주장하는 인물로 묘사하였기 때문이다. 소크라테스 철학 전반을 살필 경우 오히려 소크라테스는 전체주의와 거리가 먼 학자라는 것이 칼 포퍼의 주장이다.
이와 더불어 플라톤은 현상계(Phenomenal World)와 절대계(Noumenal World)를 분리하여 사고할 것을 적극적으로 선동하였는데, 이는 독단주의의 기원이 되었다. 그는 감각을 초월한 특수한 인식이 존재하며, 그것을 파악하기 위해서는 ‘이성적 사고’를 해야 한다고 보았다. 그러나 그러한 이성적 사고는 과학적으로 검증될 수 있는 것이 아니며, 스스로 판단하는 주체의 주관에 맡길 수밖에 없는 것이다. 이러한 주관을 절대적인 것으로 상정하고, 이것에 따른 전체 구조의 변혁을 주장했던 자가 전체주의 철학자 플라톤이라는 것이 『열린 사회와 그 적들』 초반부 내용의 핵심이다.
이후 중세 시대에 진입하면서 플라톤 철학은 그리스도교의 도구로 변하였으며, 그것이 온전한 형태로 발현되지는 않았다. 그러나 이것을 다시 근대에 불러와서 부활한 자가 게오르크 헤겔이다. 그러나 헤겔의 교의는 인간에게 능동적인 실천까지 주입하지는 못 하였다. 어디까지나 헤겔은 인간 세계 외부에 존재하는 추상의 영역에서 플라톤의 그것들을 설파하였다. 그러나 이러한 헤겔의 교의를 인간 세계 내부로까지 확장시켜서 직접적인 실천의 정당성을 부여한 학자가 카를 마르크스이다. 칼 포퍼는 마르크스가 근대 전체주의 사고의 태두(太頭)라고 지적하였으며, 정교한 전체주의는 모두 마르크스의 이론을 거칠 수밖에 없다고 단언하였다. 그리하여 마르크스의 철학을 숭배하는 소비에트 연방이 가장 강력한 전체주의 정권이라고 보았으며, 나치 독일과 파시스트 이탈리아도 역시 전체주의 국가였으나 이론적 정교함이 부족한 열화된 전체주의 정권이라고 하였다.
『열린 사회와 그 적들』의 내용을 관통하는 중심 주제는, 인간은 본래 완벽하지 않은 동물이며, 인식 이론의 개념으로 볼 때 인간의 인식 능력은 커다란 한계가 있다는 것이다. 그러나 인간은 행복을 추구하는 동물이기에 사회를 지속적으로 변화시킬 수 있는 힘도 지녔다고 한다. 일반적인 부류는 그것이 힘들다는 것을 알고 일상 생활에서의 소소한 행복을 중시하거나 상대적으로 개혁하기 쉬운 영역을 최대한 비폭력적인 조정을 통하여 이룰 것이나, 극소수의 ‘특출한’ 부류는 소소한 행복 추구 및 느린 개혁의 추구만으로는 전체 사회를 변혁할 수 없으며, 그것은 특정한 법칙에 의해 일시적인 것으로 될 것이라는 생각을 하게 된다. 이러한 완벽주의에 빠진 소수의 부류는 ‘영원히 작동할 수 있는 완벽한 사회 구축’이라는 꿈을 꾸게 되고, 그 결과 인간이 갖고 있는 인식론적 한계를 극복할 수 있다는 교의와 역사는 이러한 인식론적 한계를 극복하는 과정에 따라 발전한다는 ‘역사주의’를 만들어낼 것이다. 그리하여 스스로가 가진 ‘완벽한 인간’, ‘새로운 인간’의 구현을 위하여 사회를 재조직하려고 할 것이다. 만약 한 사회가 이러한 이데올로기로 뭉쳐져 있다면 그 사회를 ‘닫힌 사회’라고 할 수 있으며, 이와 반대로 인간의 한계를 인정하고 모든 관점을 열어놓는 사회를 ‘열린 사회’라고 할 수 있다.
역사적으로 나치 정권은 스스로의 목표를 이루기 위해 전체 사회에 존재하는 모든 것을 자신들 집단의 이념에 맞게 고치려고 했으나, 그것은 다분히 감정적이었으며, 철학적 기반이 상당히 약했다. 그래서 칼 포퍼는 나치 독일은 전체주의 정권이 맞지만 정교함이 부족하며, 일관적이지 못 하다고 하였다. 반면 소비에트 연방은 플라톤의 전체주의 철학을 최종적으로 계승한 마르크스의 교의를 엄격히 고수하는 정권이며, 그 이론적 정교함 또한 가장 뛰어나다. 따라서 진심으로 전체주의적 열망을 가진 정권은 소비에트 연방 뿐이라고 하였다.
현대 학자들은 칼 포퍼의 비판이 전체주의 현상에 대한 인식론적 접근이라는 점에서 탁월하나, 마르크스주의에 대한 얕은 이해와 몰이해에 기초한 비판이라는 점에서 단점도 공존한다고 보았다. 마르크스주의자인 에르네스트 만델(Ernest Mandel)은 칼 포퍼가 마르크스주의를 제대로 이해하지 못 했으며, 특히 마르크스주의 변증법에 상당히 무지하다고 비판하였다.

### 한나 아렌트, 『전체주의의 기원』 (1950)
독일 출신의 철학자인 한나 아렌트는 『전체주의의 기원』에서 전체주의가 갖는 여러 가지 특징을 규정하였다. 그 특징은 다음과 같다.
1. 대중의 열의를 쉬운 개념으로 묶어서 간단하게 보이는 해결책을 제시한다. 이에 따라 구체적인 계획도 표어화하여 대중을 동원한다.
2. 스스로의 집단이 유일하며, 특수한 역사적 사명감을 지녔으며, 대중이 '커다란 사건'에 참여하고 있음을 강조한다.
3. 생활의 모든 부분을 통제할 수 있는 유능한 비밀경찰을 운영한다.
4. 대중이 주도하는 폭력적 사고와 직접 행위가 일상적인 것으로 되며, 정부가 이것을 장려한다.

이 상태에서 대중은 스스로의 생각을 자유롭게 표현하는 민주적 주체가 아닌, 거대한 계획을 이루기 위해 움직여지는 도구가 되며, 스스로가 이러한 도구가 되는 것을 기꺼이 받아들이게 된다. 한나 아렌트는 이 전체주의가 갖는 세 가지 특징이 근대 이후에 갑자기 나온 것이 아니라고 지적했으며, 전근대에도 있었던 대중의 열의 및 정치 지도자들의 행동을 통해서도 확인할 수 있다고 하였다. 아렌트는 파시스트 이탈리아, 나치 독일, 볼셰비키 정권을 위 특징을 갖춘 정권이라고 판단했다.

### 칼 요아힘 프리드리히, 『전체주의 독재와 전제 정치』 (1957)
미국의 정치학자인 칼 요아힘 프리드리히는 『전체주의 독재와 전제 정치』에서 전체주의 독재의 여섯 가지 특징을 나열하고, 그것이 전제 정치(Autocracy)와 어떻게 다른지 서술하였다. 칼 프리드리히가 요약한 전체주의 정권의 특징은 다음과 같다.
1. 유일 사상이 존재한다.
2. 유일 합법 정당이 존재한다.
3. 비밀경찰에 의한 테러 정치가 이루어진다.
4. 정비된 무기에 관한 독점이 이루어진다.
5. 문화 및 미디어에 대한 광범위한 통제가 이루어진다.
6. 국가 계획에 의한 통제 경제가 이루어진다.

전체주의 독재는 전제 정치와 다르다. 전제 정치는 한 개인에게 권력이 집중되는 것이며, 개인이 무제약적으로 권력을 행사하는 정치이다. 이러한 정치 상태에서 정권의 개체는 일인 권력자에게 정치적 도전을 행하지 않는 이상 일정 자유를 누릴 수 있다. 또한 전제 정치에서 권력자는 사회 전체 구조를 변혁하려고 하지 않으며, 특정한 이데올로기를 성립하지도 않는다. 그러나 전체주의 독재는 사회의 전(全) 요소를 특정 집단, 특정 이데올로기에 맞게 재구조화하려고 한다. 칼 요아힘 프리드리히의 정의는 냉전 시기 ‘자유 진영’이라고 불리는 집단에서 일반적으로 쓰이는 ‘전체주의’에 대한 정의였다.

### 프랑수아 퓌레, 『혁명』 (1966)
프랑스의 수정주의 사학자 프랑수아 퓌레는 자신의 저서 『혁명』(La Révolution)에서 프랑스 혁명을 최초의 ‘전체주의 혁명’이라고 칭하였다.
마르크스주의 역사학에서 일반적으로 프랑스 혁명은 부르주아 혁명으로 불린다. 그러나 프랑스 혁명으로 탄생한 자코뱅 클럽 산악파 정권은 오히려 근대적 의미에서의 자유주의 정부라기보다는 폭력과 억압을 수반하는 전체주의 정권이었다는 것이 그의 해석이다. 이러한 해석은 “전체주의는 폭력과 계획을 통해 이상을 달성할 수 있다는 이상가들의 사고로부터 시작된다.”는 그의 기본 전제에 따라 판단한 것이라고 할 수 있다. 산악파 주도의 프랑스 혁명은 이러한 사고를 정치에 도입한 최초의 실례(實例)이다. 그리고 이들의 사상을 이어받은 볼셰비키 정부(소비에트 연방)가 두 번째 전체주의 정부라고 지적하였다. 그는 역시 파시즘도 전체주의의 일종이라고 보았는데, 감정에 기반하여 정교한 계획이 없었던 파시즘과 달리, 정교한 계획에 기반한 볼셰비키의 마르크스-레닌주의가 전체주의 사상의 대표라고 하였다. 그는 마르크스-레닌주의와 파시즘을 전체주의 쌍둥이(프랑스어: jumeaux totalitaires)라고 칭하였다.

### 이사야 벌린, 『자유론』 (1968)
이사야 벌린(Isaiah Berlin)의 『자유론』은 본래 1968년에 쓰여진 『자유에 관한 네 가지 에세이들』(Four Essays on Liberty)의 개정판으로, 그의 사후에 출간되었다. 그는 『자유에 관한 네 가지 에세이들』을 통하여 자유주의에 상반되는 원리를 전체주의라 정의한 다음, 자유주의와 전체주의의 차이 본질을 이 두 사상이 내포한 인식 이론의 차이로 설명하였다.
이사야 벌린은 자유주의 철학의 본질은, 모든 것을 결정하는 단 하나의 본질은 없으며, 각각의 개성 또는 특성 자체가 각각의 본질의 역할을 한다는 다원론(Pluralism)이라고 하였다. 이러한 다원론의 시초는 고대 그리스 시기에 등장한 프로타고라스(Protagoras), 고르기아스(Gorgias), 데모크리토스(Demokritos)이며 이들은 모두 아테네 민주주의를 옹호하였고 독단주의에 반대했다.
반면, 자유주의와 달리 전체주의는 단 하나의 본질이 모든 것을 결정하며, 진리는 하나 뿐이라는 일원론(Monism)을 신봉한다. 일원론에 따라 전체주의는 명확한 진리에 접근하고자 하며, 당연히 개인, 국가, 사회, 문화 차원에 있어서도 진리에 더더욱 근접한 요소가 있다고 주장한다. 이사야 벌린이 지적한 학자로는 피타고라스(Pythagoras), 파르메니데스(Parmenides), 플라톤(Platon) 등이 있으며, 이후 등장한 스토아 학파와 신플라톤주의 학파도 또한 전체주의의 맹아에 속한다고 보았다. 벌린은 단 하나의 진리가 있다는 믿음, 그 진리가 인간 세계에 어떠한 형태로든 관여한다는 믿음, 마지막으로 이 진리를 인간이 터득할 수 있다는 믿음이라는 세 가지 믿음이 인간을 ‘정교한 통제’, ‘전체적 억압’, ‘무자비한 파괴’, ‘현자의 독재’에 기초한 변화를 발전된 것으로 여기게 만든다고 보았다.
이어서 벌린은 칼 포퍼와 비슷하게 역사주의가 전체주의 담론이라고 분석했다. 벌린에게 있어서 역사는 발전하는 것이 아닌, 변화하는 것일 뿐이다. 그는 열등한 역사 단계도, 우등한 역사 단계도 없다고 분석했다. 『자유에 관한 네 가지 에세이들』의 전체적인 내용의 핵심은 전체주의가 어떠한 정치 체계가 아닌, 인식 이론의 관점으로부터 나오는 철학적 산물이라는 것이다.
이어서 이사야 벌린은 근대 철학으로 눈길을 돌린다. 그는 20세기 전반에 등장한 전체주의 국가 성립의 근원을 ‘세련된 일원론’에서 찾았는데, 이러한 ‘세련된 일원론’이 바로 근대 철학에 등장했다고 본 것이다. 그는 이러한 전체주의·일원론의 시조로 바뤼흐 스피노자(Baruch Spinoza), 프리드리히 빌헬름 셸링(Friedrich Wilhelm Schelling), 게오르크 헤겔을 지적했다. 벌린이 보기에 이들은 전체주의의 시원적 개념을 제공한 ‘세련된 일원론자’이다.
이사야 벌린은 칼 포퍼가 그러했던 것처럼 마르크스와 레닌이 일원론을 발전시켜서 전체주의 독재를 합리화하고 민주, 법치, 자유를 말살하였다고 비판하였다. 따라서 이사야 벌린은 냉전 시기의 자유 진영을 지지하였고, 자유 진영과 공산 진영 사이의 대결을 다원주의와 일원주의의 대결이라고 분석하였다. 벌린은 자유 진영을 지지하는 다른 학자들과 마찬가지로 파시즘과 나치즘을 ‘전체주의적 현상’의 일종이라고 보긴 하였으나, 이것을 전체주의를 대표하는 사상이라고 보지 않았다. 이사야 벌린이 보기에 파시즘과 나치즘은 일원론이 아니며, 어떠한 철학적 형태의 인식 이론이 없는 것이었다. 벌린은 파시즘과 나치즘을 ‘기반이 없는 전체주의’로 판단하였고, 이에 따라 이 둘은 다분히 감정적이며 일시적인 ‘전체주의적 현상’이라고 주장하였다. 그러나 플라톤주의, 스토아 학파, 공산주의 등은 전체주의적 현상이 아닌 전체주의 그 자체라고 하였다.

## 용어 남용
냉전 시기 자본주의권에서는 반공주의(反共主義)의 영향으로 인해 ‘전체주의’라는 용어가 공공의 이익을 중시하는 모든 사상에 들씌워지는 주홍글씨의 역할을 하기도 하였다. 해당 용어의 남용 사례는 매카시즘의 광풍이 불던 1950년대 미국에서 대표적으로 확인할 수 있다. 이 시기에는 복지 국가 형성과 관련된 이론, 사상은 물론이고 사회계약론까지 전체주의의 일종이라고 여겨졌다.
역사학자 월터 라퀘르(Walter Laqueur)는 자유 진영에서 전체주의라는 용어가 대대적으로 퍼지는 것에 대해 “공산주의 및 국민의 복리증진을 요구하고 달성하려는 사상을 유럽에서 발생한 ‘야만의 정치’인 파시즘과 억지로 엮어서 이 두 사상을 등치시키려는 우익 권위주의자들의 고질적인 선동 방식이다.”라고 평가하였다. 이어서 라퀘르는 전체주의라는 개념은 마르크스주의나 소비에트 연방의 사회 구조를 설명하는 데에 사용하기에는 부적합한 방식이며, 이러한 모든 방식이 빈곤한 이론적 기초 위에 놓여진 것이라고 비판했다.
오스트레일리아의 러시아/소련사학자 실라 피츠페트릭(Sheila Fitzpatrick)은 이오시프 스탈린 집권기의 단점이 서방권 내에서는 심하게 과장이 되었으며, 대부분의 내용이 사실과 다른 동시에, 근거가 부족한 주장이라고 하였다. 그리고 이러한 빈곤한 주장 위에 놓여져 있는 ‘전체주의’라는 용어는 학술적으로 엄밀한 의미의 개념이 되기 어렵다고 비판했다. 또한 피츠페트릭은 스탈린의 정책으로 인해 소비에트 연방의 시민이 과거의 삶보다 윤택한 삶을 살 수 있었고, 동시에 더 많은 기회를 누릴 수 있었는데, 전체주의 용어 남용이 이러한 역사적 사실을 모조리 숨긴다고 지적했다. 피츠페트릭은 한 시대의 역사적 상황에 따른 선택 및 그 맥락을 이해하지 못 하게 하는 전체주의 용어 남용은 역사 왜곡 시도의 일종이라고 비판했다.

## 전체주의 사상 및 운동
어떠한 것이 전체주의 사상 및 운동인가에 대한 학계 내에서 논란은 상당히 많다. 그러나 1920년대 이후 이탈리아에서 등장한 파시즘 및 이 사상의 영향을 받은 모든 사상(나치즘, 일본 군국주의 등)이 전체주의라는 것에 별다른 이견은 없다. 논쟁적인 개념은 1917년에 탄생한 러시아 소비에트 정권(РСФСР)과 이 정권에 정통성을 부여한 사상인 볼셰비즘에 대한 평가이다. 전체주의라는 용어를 정치학의 용어로서 일반적으로 사용하는 학자 일군의 경우는 볼셰비즘을 전체주의의 범주에 넣는 것이 일반적이다. 이 입장에 따른다면, 전체주의 사상 및 운동에 포함하는 흐름을 다음과 같이 나열할 수 있다.
- 볼셰비즘 (레닌주의)
  - 마르크스-레닌주의 (스탈린주의)
    - 마오쩌둥 사상
    - 주체사상
    - 호찌민 사상

  - 트로츠키주의
- 파시즘
  - 이탈리아 파시즘
  - 나치즘
    - 신나치주의

  - 신파시즘
  - 팔랑헤주의
- 대안우익
- 일본 군국주의

## 같이 보기
- 1984년 (소설)
- 배틀로얄 (소설)
- 당신들의 조국